# 杨华勇
杨华勇（1961年1月12日—），重庆人，中国电子工程学家，流体传动与控制领域专家，现任浙江大学机械系教授、博士生导师、长江学者特聘教授，浙大流体动力与机电系统国家重点实验室，国家电液控制工程技术研究中心主任。2013年12月当选为中国工程院院士。

## 简历
1982年7月毕业于原华中工学院（今华中科技大学）机械系获学士学位，1986年和1988年分别获英国巴斯大学（BATH）硕士和博士学位。1988年4月至1988年12月在英国国家核能联合公司任博士后，1989年3月至1991年5月在浙大流体动力与机电系统国家重点实验室做博士后。2018年1月，当选第十三届全国政协委员。

## 头衔
- 中国机械工程学会高级会员
- 中国机械工程学会流体传动与控制分会理事
- 中国力学学会流体传动及控制分会副理事长
- 中国电梯协会理事
- 岩石力学与工程学会隧道掘进机工程应用分会理事
- 《机械工程学报》、《中国制造业信息化》、《机器人技术与应用》杂志编委
- “十五”863先进制造与自动化技术领域机器人主题专家、“十五”国家制造业信息化重大专项专家组成员
- 浙江大学流体传动及控制国家重点实验室学术委员会委员
- 上海交通大学振动、冲击、噪声国家重点实验室学术委员会委员

## 荣誉
曾获1项国家科技进步一等奖（第一完成人）、1项国家科技进步二等奖（第一完成人）；2项省部科技进步一等奖、1项二等奖、2项三等奖。出版专著3本，发表52篇SCI论文，191篇EI论文，获授权129项发明专利。
- 2004年获得国家杰出青年基金
- 1995年获得首届“中国青年科技创业奖”
- 2013年获何梁何利奖[5]